# Zonsverduistering

De corona tijdens de totale zonsverduistering van 11 augustus 1999 in Frankrijk.

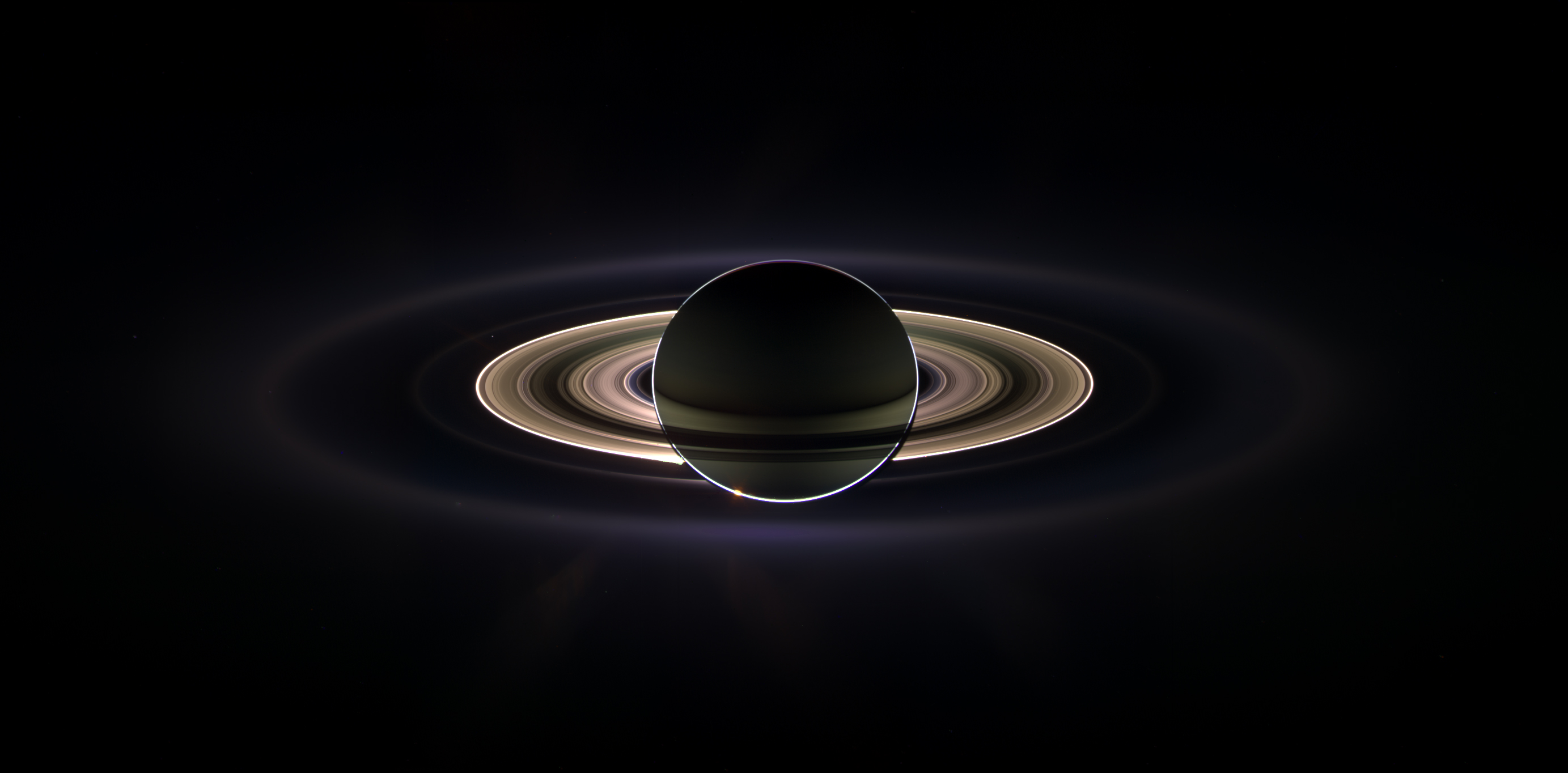
Een zonsverduistering door Saturnus, gezien vanuit de Cassini-Huygens-sonde.

Een zonsverduistering (of zoneclips) is een astronomisch verschijnsel waarbij de maan vanuit de aarde gezien de zon geheel of gedeeltelijk bedekt.

## Ontstaan

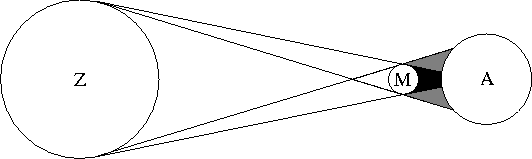

Locatie op aarde waar een eclips totaal (zwart) of gedeeltelijk (grijs) is.

Zonsverduisteringen vinden plaats als de aarde, maan en zon vrijwel op een lijn staan, met de maan in het midden. Een zonsverduistering kan slechts op een deel van de aarde worden waargenomen. De schaduw van de maan vormt (min of meer) een ellips op het aardoppervlak, maar zal (min of meer) cirkelvormig zijn wanneer de schaduwkegel haaks op het aardoppervlak staat. Een totale verduistering is te zien waar de slagschaduw, dit wordt ook wel kernschaduw of umbra genoemd, van de maan het aardoppervlak raakt. Er is dan sprake van een totaliteitszone. Een gedeeltelijke verduistering is te zien waar de halfschaduw, die ook wel penumbra genoemd wordt, van de maan het aardoppervlak raakt. Bij deze laatste is er slechts een hap zichtbaar uit de zon. Niet bij elke zonsverduistering raakt de kernschaduw van de maan de aarde; in dat geval is er nergens op aarde een totale verduistering te zien, maar enkel een gedeeltelijke.
Een ringvormige zonsverduistering is een bijzondere variant van een gedeeltelijke zonsverduistering. De baan van de maan om de aarde is niet precies cirkelvormig, waardoor de maan soms iets dichter bij, soms wat verder af van de aarde staat. In het laatste geval kan het voorkomen dat de maan slechts het middelste gedeelte van de zon afdekt. Er is dan een ringvormige zonsverduistering te zien. Een bijzonder soort zonsverduistering doet zich voor wanneer een zonsverduistering in bepaalde gebieden totaal is en in andere gebieden als ringvormig wordt waargenomen. Er is dan sprake van een ringvormige/totale of hybride zonsverduistering.

## Typen
Zonsverduisteringen worden onderverdeeld in vier verschillende typen: totaal, ringvormig, hybride en gedeeltelijk.

### Totaal
De zon is in haar geheel aan het zicht onttrokken door de maan. Een totale zonsverduistering kan maximaal ruim 7 minuten duren zoals in juni 1955, juni 1973 en dan pas weer in juni 2150. Voor juli 2186 wordt een eclips van 7 minuten en 29 seconden voorspeld, dat is 1 seconde minder dan het astronomische maximum.
Een totale zonsverduistering biedt een unieke kans om de corona, de lichtkrans om de zon te bestuderen. Deze bevat bijvoorbeeld vaak zichtbare zonnevlammen.

### Ringvormig

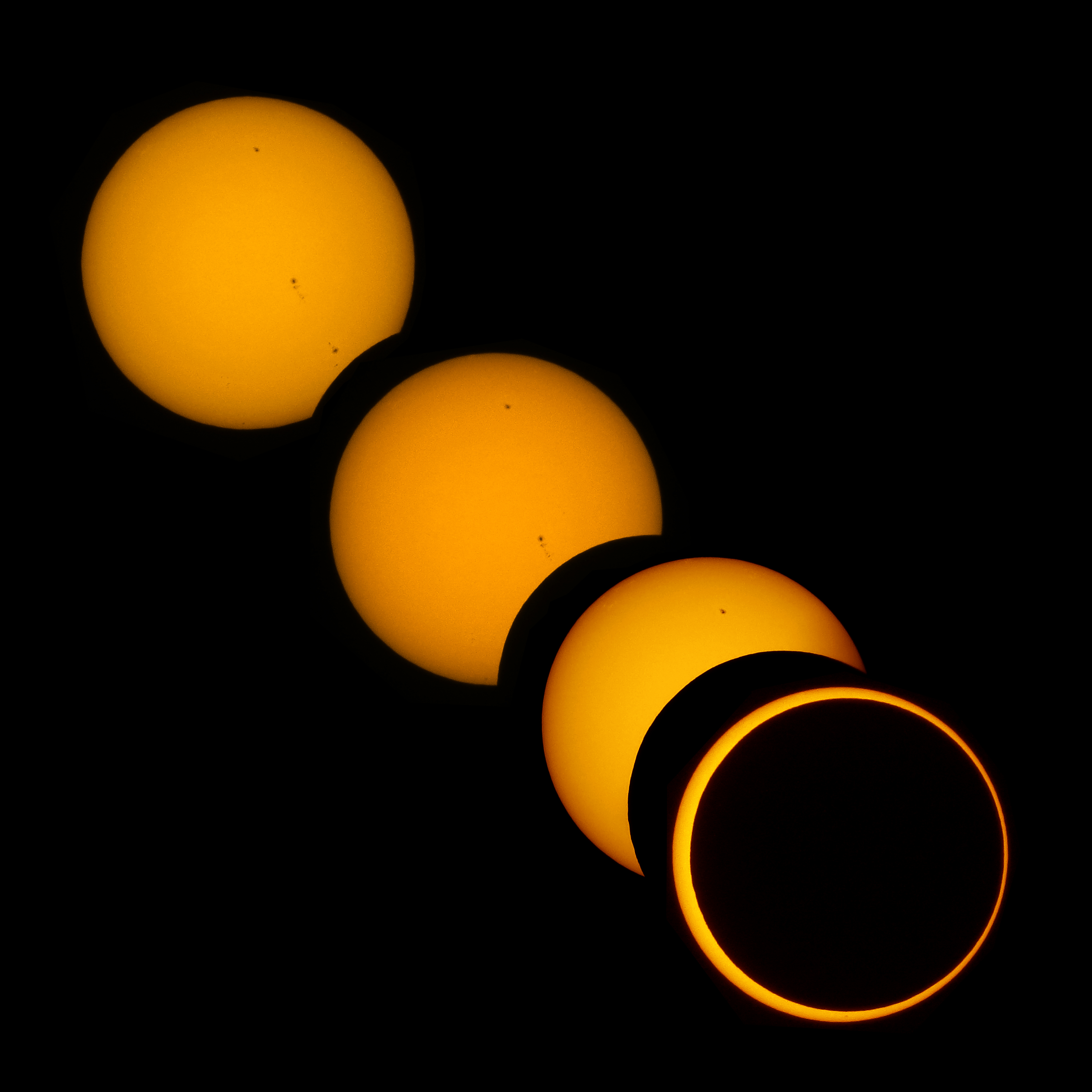
Ringvormige zonsverduistering

De zon is gedeeltelijk aan het zicht onttrokken door de maan waarbij de zon een lichtgevende rand rondom de maan vormt. Een ringvormige zonsverduistering kan maximaal iets meer dan twaalf minuten duren zoals in december 1937, december 1955 en december 1973.

### Hybride
Een zonsverduistering die, afhankelijk van de plaats op aarde, totaal dan wel ringvormig wordt waargenomen. In november 2013 was zo'n ringvormige-totale verduistering te zien. Deze was niet zoals gebruikelijk eerst ringvormig, vervolgens totaal en dan weer ringvormig (zoals in april 2005 in het oostelijke gedeelte van de Grote Oceaan), maar begon ringvormig, werd vervolgens totaal en bleef dat tot en met het einde. Dit komt zelden voor. De voorlaatste keer dat dit eerder gebeurde was in 1854, en de eerstvolgende keer zal in 2072 zijn.
Het is ook mogelijk dat maar een gedeelte van de kernschaduwkegel van de maan (ook de kernschaduw heeft soms een diameter van ruim honderd kilometer, zodat deze doorsneden kan worden) waarin de verduistering totaal of ringvormig is bij een van de polen "over de aarde scheert". Dit gebeurde bijvoorbeeld in mei 1928, november 1967 (totale verduisteringen) en ook in maart 1950 en april 2014 (ringvormige verduisteringen). In 1957 waren beide verduisteringen van deze zeldzame soort: er was één totale "rakende" verduistering en één ríngvormige "rakende" verduistering. Dit zal in 2043 opnieuw gebeuren.
Ook de ringvormige verduistering van 31 mei 2003 was zo'n "rakende" eclips, maar bij deze verduistering raakte meer dan de helft van de kernschaduwkegel van de maan de aarde en daarom noemt men dit een "centrale" eclips. Dit in tegenstelling tot alle andere zonsverduisteringen die in deze alinea worden genoemd, dat zijn stuk voor stuk "niet-centrale" verduisteringen aangezien steeds minder dan de helft van de kernschaduwkegel van de maan "over de aarde scheert".

### Gedeeltelijk
De zon is gedeeltelijk aan het zicht onttrokken door de maan waarbij de maan een hap uit de zon lijkt te nemen. Een totale of ringvormige zonsverduistering is voorafgaand en na afloop altijd gedeeltelijk.

## Frequentie

### Opvolging
Het komt regelmatig voor dat een gedeeltelijke zonsverduistering, die dus nergens op aarde totaal of ringvormig is, gevolgd wordt door nog een gedeeltelijke zonsverduistering na 29½ dag, de tijd die tussen twee opeenvolgende Nieuwe Manen zit. Zeer zelden, zoals in mei en juni 1928, gebeurt het dat een totale of ringvormige zonsverduistering gevolgd of juist voorafgegaan wordt door een gedeeltelijke zonsverduistering. Zonder uitzondering is die gedeeltelijke zonsverduistering dan de allerlaatste of juist de allereerste zonsverduistering van een saros-serie, en wordt de letter "P" van partial (Engels voor 'gedeeltelijke') vergezeld door de letter "b" of "e" ('beginning' en 'ending') voor de eerste, respectievelijk laatste zonsverduistering van een saros-serie. De totale of de ringvormige zonsverduistering van zo'n paar van twee eclipsen binnen 30 dagen is dan bijna altijd een "rakende" verduistering. De eerstvolgende keer gebeurt zoiets in juli en augustus 2195.

### Zonsverduisteringen per jaar
Meestal zijn er twee zonsverduisteringen per kalenderjaar, soms drie of vier. Vijf zonsverduisteringen in één jaar is ook mogelijk, maar dit komt zelden voor. In 1935 gebeurde dit voor het laatst en de eerstvolgende keer dat dit voorkomt zal pas in 2206 zijn. Van de vijf zonsverduisteringen zijn er dan altijd vier gedeeltelijk en één totaal, ringvormig, of ringvormig-totaal (hybride). Apart is dat in jaren met vijf zonsverduisteringen vanaf rond 4300 voor Christus tot en met 1935 de ene niet-gedeeltelijke verduistering steeds aan het einde van het jaar was en dat vanaf 2206 de niet-gedeeltelijke zonsverduistering daarentegen steeds de eerste in een kalenderjaar zal zijn, en dit dan op zijn beurt ook weer duizenden jaren lang (tot rond 8300 na Christus).

### Zons- en maansverduisteringen per jaar
Het aantal zons- en maansverduisteringen tezamen in één kalenderjaar kan maximaal zeven zijn. Dit kunnen zijn: vijf zonsverduisteringen + twee maansverduisteringen (1935 en 2206), vier zons- en drie maansverduisteringen (1982, álle drie de maansverduisteringen waren totaal in dat jaar), drie zons- en vier maansverduisteringen, of twee zons- en vijf maansverduisteringen. In het laatste geval zijn vier van de vijf maansverduisteringen zogeheten bijschaduwverduisteringen, de vijfde is dan een gedeeltelijke maansverduistering waarbij de maan gedeeltelijk in de kernschaduw van de aarde komt tijdens het maximum van die verduistering. Zeer zelden komt het voor dat niet vier maar drie maansverduisteringen in zo'n jaar bijschaduwverduisteringen zijn en dat er dat jaar dus niet één maar twee gedeeltelijke maansverduisteringen zijn.

## Bijgeloof

### Het weer

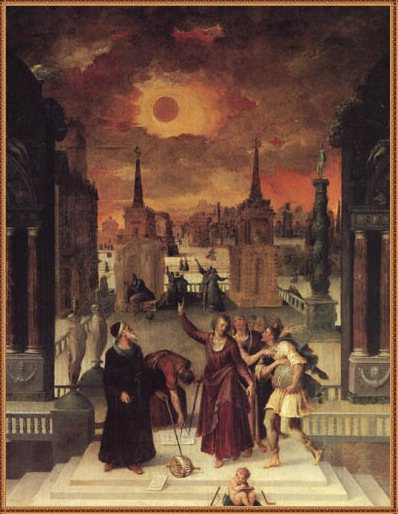
Astronomen bestuderen een zonsverduistering
Schilderij uit 1571 door Antoine Caron.

In de afgelopen eeuwen werd verondersteld dat zonsverduisteringen invloed zouden hebben op het weer. De duur van een zonsverduistering zou verband houden met de duur van het regenseizoen. Ook het tijdstip van de verduistering zou van belang zijn: een zonsverduistering in het voorjaar zou gunstig zijn voor de oogsten. Tegenwoordig weet men dat dit onjuist is.

### God(inn)en
In de Noordse en Germaanse mythologie dacht men dat tijdens een zonsverduistering de zonnegodin Sól of Sunna bijna werd opgegeten door de wolf Sköll die haar wilde verslinden. Sól zou uiteindelijk verzwolgen worden, maar haar plaats zou dan worden ingenomen door haar dochter.

### Zon
Bij een eclips in 2136 v.Chr. dacht men in China dat de zon aangevallen werd door een grote onzichtbare draak. Door veel kabaal te maken (op trommels slaan, pijlen in de lucht schieten enzovoorts) kon men de draak verjagen en het daglicht herstellen. Toen de eclips plaatsvond, was de keizer volledig onvoorbereid. Hoewel de zon toch weer tevoorschijn kwam, was de keizer zeer vertoornd en beval de onthoofding van zijn astronomen. Ook op het Indonesische eiland Java is het tijdens een eclips gebruikelijk om flink lawaai te maken. Toen de maan in 1674 voor de zon schoof, begon iedereen intens te bidden en een hels lawaai te maken.

## Voorspellingen

### Saros
Zonsverduisteringen kunnen met grote nauwkeurigheid voorspeld worden met behulp van de sinds de klassieke oudheid bekende saros-cyclus. Volgens een legende voorspelde Thales van Milete de zonsverduistering van 585 v.Chr. en beëindigde daarmee de Slag bij de Halys. Het oudst bekende bericht over de saros-cylus is van Chaldeeuwse (neo-Babylonische) astronomen in de laatste paar eeuwen voor Christus. Later was de cyclus bekend bij Hipparchus, Plinius de Oudere en Claudius Ptolemaeus.

### VSOP87
De periode van 4000 voor Christus tot 8000 na Christus wordt ook wel de VSOP87-periode genoemd, naar Variations Séculaires des Orbites Planétaires 1987, een model dat voor dit tijdvak de zons- en maansverduisteringen nauwkeurig kan berekenen. Voor en ook na dit tijdvak zijn zelfs de nauwkeurigste berekeningen ietwat onzeker.

### Edmond Halley
In de 18e eeuw slaagden Britse wetenschappers er opnieuw in om zonsverduisteringen te voorspellen. De zonsverduistering van 3 mei 1715 werd bekend als Halley's Eclipse, naar Edmond Halley die deze zonsverduistering nauwkeurig wist te voorspellen.

### Fred Espenak
In de jaren 70 van de 20e eeuw begon Fred Espenak met het voorspellen van zonsverduisteringen waarvoor hij een website heeft opgezet. Hij werd later een wereldwijde autoriteit op dit vakgebied.

## Speciale waarnemingen

### Diamantring

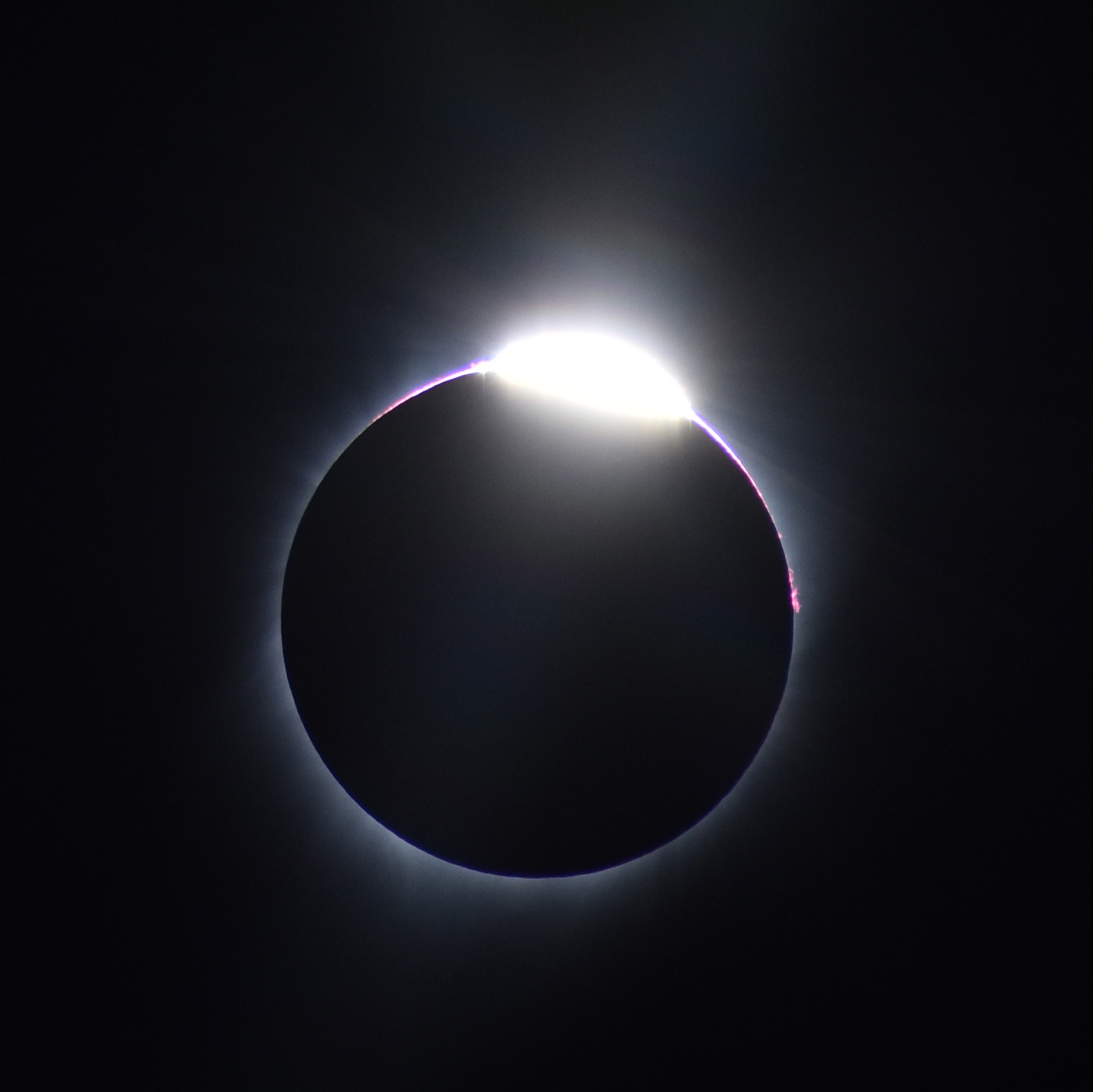
Diamantring gedurende de totale zonsverduistering van 21 augustus 2017

De diamantring is zichtbaar op het laatste moment voorafgaand, en het eerste moment na afloop van een totale verduistering. Door de niet geheel vloeiende rand van de maan vormen de laatste en eerste lichtstralen een ketting van lichtpuntjes, wat lijkt op een ring met een diamant.

### Kouder
Het voelt tijdens de gehele en gedeeltelijke verduistering opeens ook veel kouder aan dan op een ander moment, doordat de zonnestraling plaatselijk het aardoppervlak niet meer verwarmt en de luchttemperatuur neemt ook met enkele graden af. Ook dieren als vogels kunnen reageren op het afnemende licht en gaan bijvoorbeeld hun slaapplaats opzoeken, of ze beginnen te zingen.

### Lichtvlekken

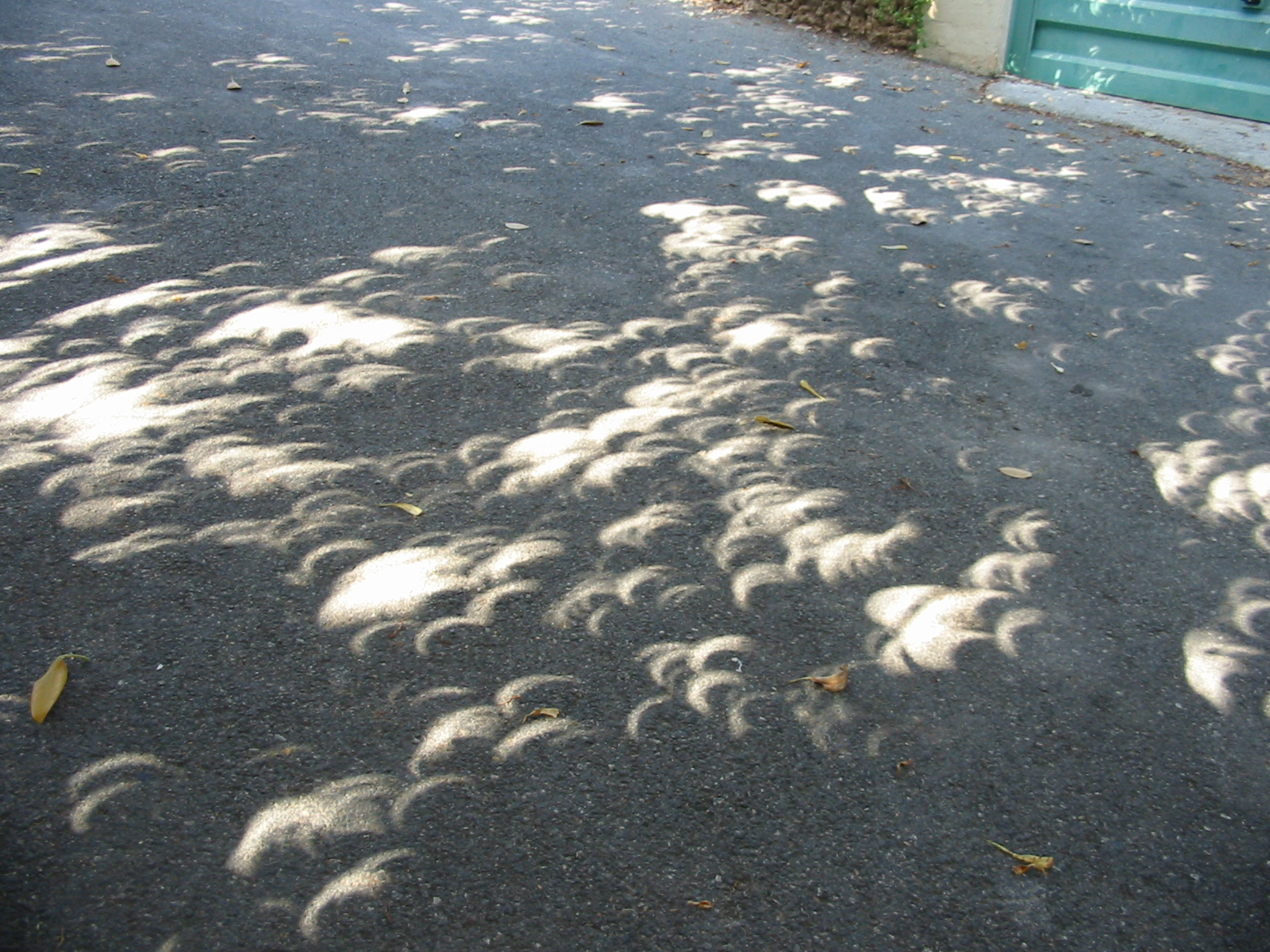
Sikkelvormige lichtvlekjes die tussen de bladeren van een boom op de grond terechtkomen tijdens een gedeeltelijke zonsverduistering

Normaliter hebben de lichtvlekken die door de kleine openingen tussen de bladeren van een boom op de bodem vallen een ronde vorm. Dit zijn afbeeldingen van de zon; de kleine openingen tussen de bladeren tonen hetzelfde optische principe als de camera obscura en zij vormen een afbeelding (op zijn kop) van de zon. Tijdens een gedeeltelijke zonsverduistering hebben deze vlekken de vorm van een maansikkeltje.

### Lichtval
Een andere waarneming is de lichtval. Als de zonsverduistering nog niet volledig is, krijgt het licht toch een vreemd karakter. Het licht van de zon komt uit een steeds nauwer wordend gebiedje in de hemel en de schaduwen zijn dan ook nog scherper afgetekend dan bij de volledige zonneschijf het geval is. Doordat er echter veel minder licht op aarde valt, is het contrast tussen licht en schaduw aanzienlijk minder. Deze combinatie geeft een vreemd effect, doordat tijdens een gewone schemering of bij bewolking het licht juist uit een vaag, groot gebied komt en we nauwelijks nog een schaduw kunnen zien.

### Schemeringskleuren 360° rondom
Hoewel tijdens een hoogstaande totale zonsverduistering de zon zelf nooit onder de horizon staat, lijkt het alsof er boven de horizon (360° rondom) schemeringskleuren te zien zijn, in het bijzonder een soort vale koperrode kleur die naar boven toe donkerder wordt en de helderste sterren van de sterrenhemel laat zien.

### Schaduwbanden (luchtslieren)
Doordat de schijnbare diameter van de lichtbron (het ultradunne zonnesikkeltje dat kort voor en kort na de eigenlijke zonsverduistering te zien is) veel kleiner (of nauwer) is dan de gehele zonneschijf, worden er op de grond en op gebouwen in de omgeving van de waarneemplaats weleens kortdurende schaduwbanden (luchtslieren) gerapporteerd. Dit optisch effect is hetzelfde als de grillige figuren die te zien zijn als zonlicht op de bodem van een met water gevuld zwembad schijnt. De atmosfeer boven de waarneemplaats (van de totale zonsverduistering) is onrustig (net als water), en er worden vreemdsoortige bewegende banden opgemerkt op de grond en op gebouwen. Theoretisch is dit optisch effect het best 's nachts waarneembaar als er een zeer heldere supernova verschijnt (de meest ideale optisch puntvormige lichtbron). Heldere supernovae zijn echter uiterst zeldzaam. Luchtslieren kunnen ook geobserveerd worden als het brandpunt van de heldere ster Sirius (α Canis Majoris) op het waarnemend oog valt. Dat brandpunt moet veroorzaakt worden door een vlakke dunne niet-flexibele Fresnel-lens met een oppervlakte van ten minste één vierkante meter. De waarnemer ziet dan met behulp van één oog het licht van Sirius verspreid over de gehele oppervlakte van de Fresnel-lens, met inbegrepen de grillige voorbijschietende banden die de onrust van de aardatmosfeer verraden. Het dient vermeld te worden dat dit experiment niet mag worden uitgevoerd met het licht van de zon (blijvende schade aan het waarnemend oog).

## Gevaar voor de ogen

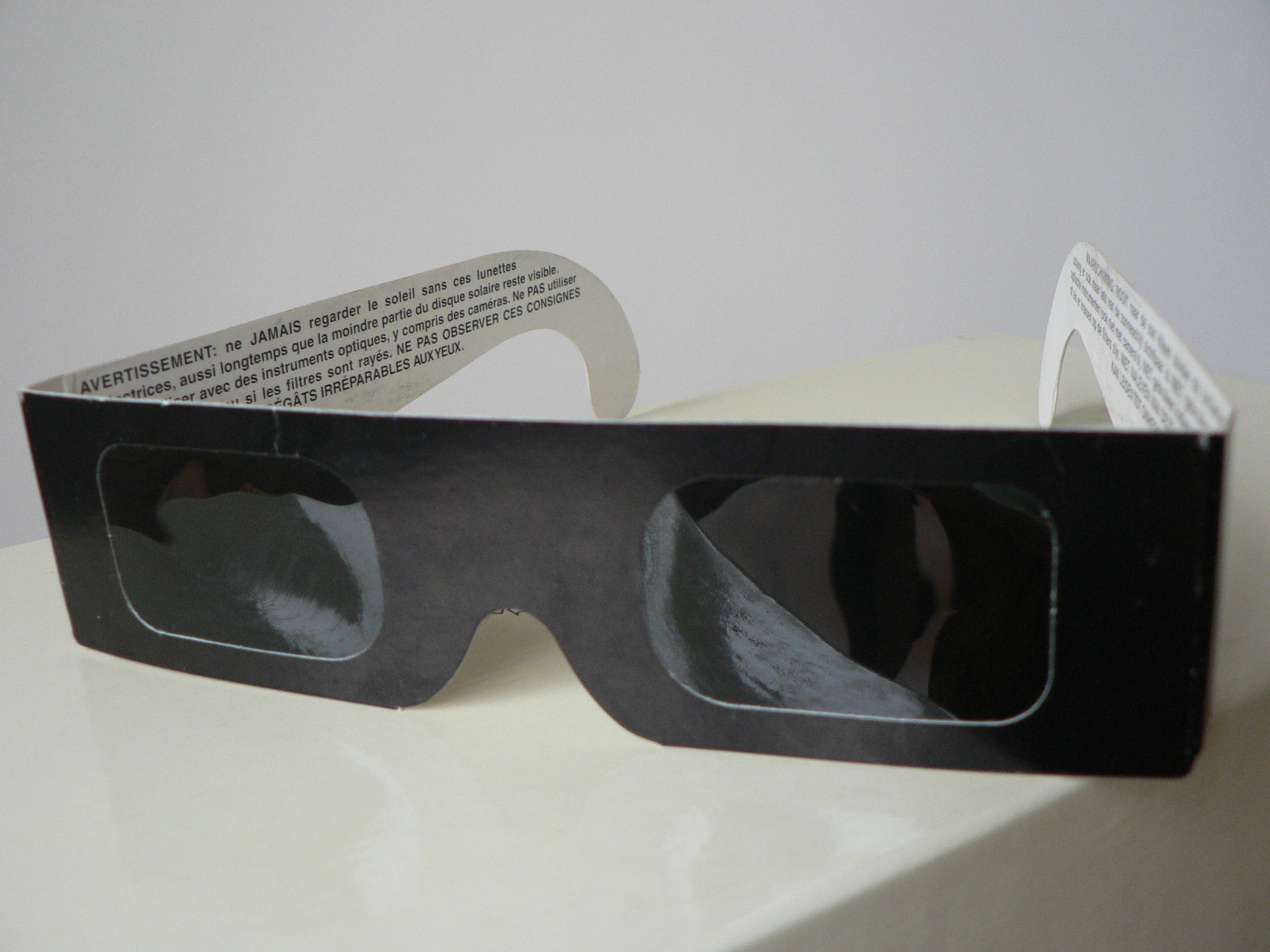
Eclipsbril

- Bij het waarnemen van een zonsverduistering moeten de ogen goed beschermd worden. Recht in de zon kijken kan het netvlies onherstelbaar beschadigen, met blijvende blindheid of slechtziendheid tot gevolg. Het verraderlijke is dat dit niet gevoeld wordt; het netvlies bezit namelijk geen pijngevoelige zenuwen. Traditionele beschermingsmiddelen, zoals een zonnebril, een beroet glas, fotonegatieven enz. zijn absoluut onveilig.[4]
- Alleen een speciaal hiervoor ontworpen eclipsbril of een lasbril met minimaal factor 14 bieden voldoende bescherming. Niet alleen het zichtbare licht, maar ook de ultraviolette en infrarode stralen van het zonlicht bedreigen de ogen, zodat ook wanneer door een filter naar de zon gekeken kan worden zonder verblind te raken, oogschade kan ontstaan. Zolang er een deel van de zonneschijf zichtbaar is, hoe klein ook, moet de eclips- of lasbril gebruikt worden.
- Alleen gedurende zeer korte tijd, wanneer bij een totale zonsverduistering de zon volledig door de maan bedekt is, kan met het blote oog waargenomen worden, zolang de bescherming maar weer opgezet wordt voordat de eerste rand van de zon zichtbaar wordt. Tijdens een gedeeltelijke of ringvormige zonsverduistering is altijd bescherming nodig, ook tijdens de maximale bedekking.

## Vanaf de maan
Ziet men vanaf de aarde een zonsverduistering, dan kunnen eventuele astronauten op het maanoppervlak een aardverduistering waarnemen. Doordat de aarde zo veel groter is dan de maan, is dit voor hun niet echt een spectaculair verschijnsel. De schaduw van de maan is zichtbaar als een kleine zwarte vlek die zich over de aarde beweegt. Gezien het feit dat het merendeel van de wolken in de aardatmosfeer uit waterdamp bestaan, moet dan vanaf het maanoppervlak een gedeelte van de spectraalkleurige glorie in die wolken te zien zijn. De glorie is immers steeds te zien rondom het tegenpunt van de zon.

## Afbeeldingen

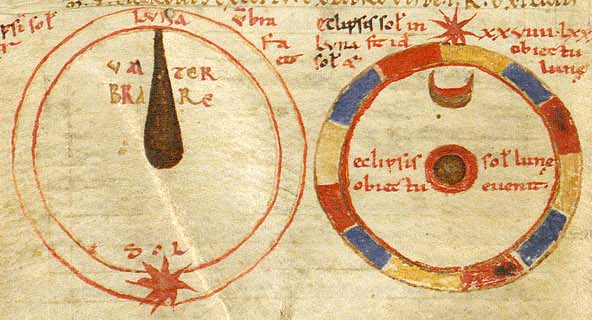
Schema van een maan- en zonsverduistering in het werk van Macrobius
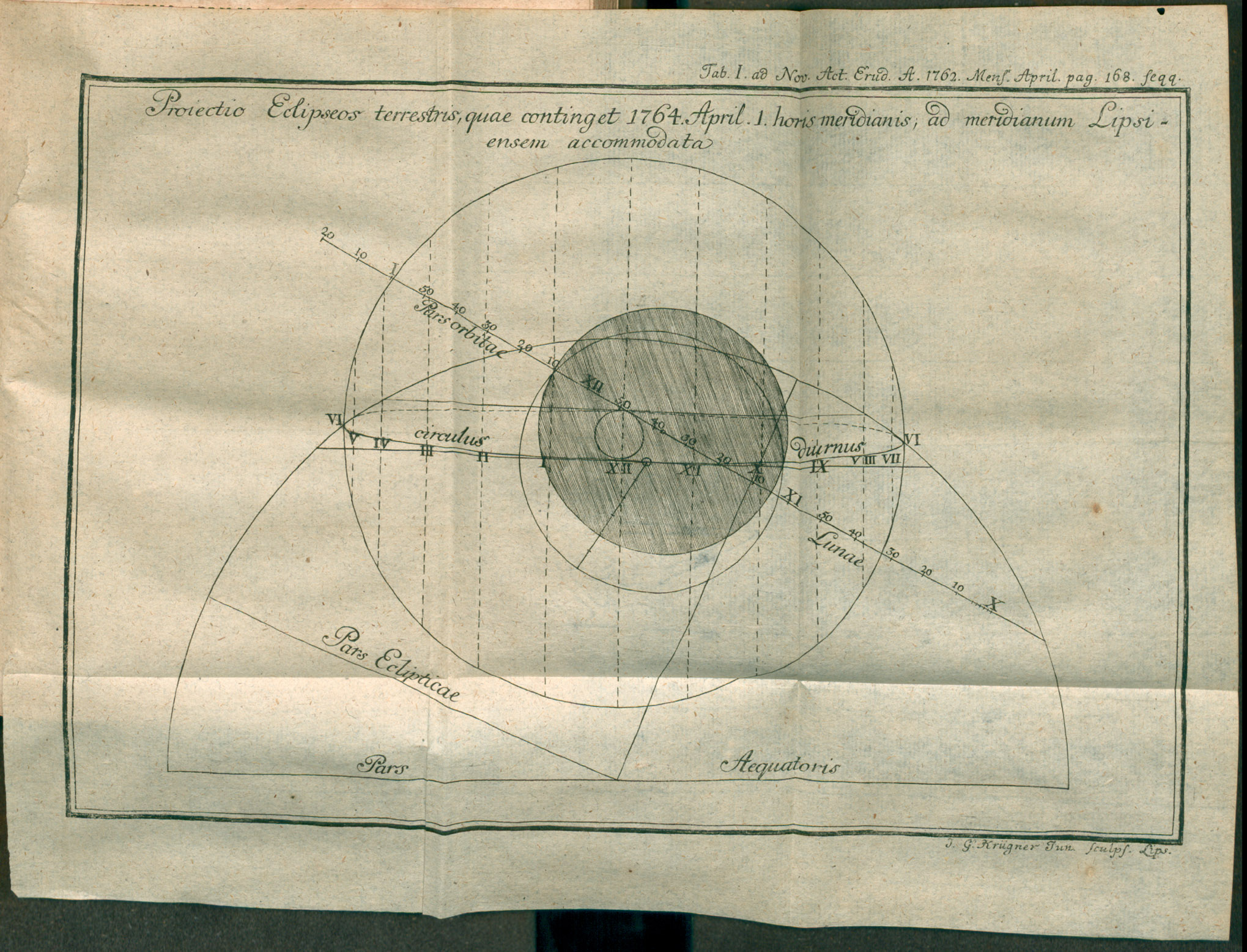
Zonsverduistering in De Magna eclipsi solari, quae continget anno 1764 (Acta eruditorum, 1762)
Zonsverduistering (animatie)